# Palojärvi (meer)
Palojärvi (Nederlands: Vuurmeer) is een meer binnen de Finse gemeente Enontekiö. Het meer ontvangt haar meeste water van de Palojoki die vanuit het noorden het meer uitstroomt. Diezelfde rivier zorgt in het zuiden voor de afwatering. Uiteindelijk belandt haar water in de Botnische Golf.
Afwatering: (Palojärvi) → Palojoki → Muonio → Torne → Botnische Golf